# Bitwa nad Driną
Bitwa nad Driną – bitwa stoczona w dniach 6 września – 4 października 1914 roku pomiędzy armią serbską a austro-węgierską podczas kampanii serbskiej I wojny światowej.

## Przyczyny
Niepowodzenie austriackiej ofensywy na Serbię w sierpniu 1914 oraz porażki Austriaków w walkach z Rosjanami w Galicji sprawiło, że dowództwo serbskie zdecydowało się przenieść działania wojenne na terytorium Austro-Węgier.

## Przebieg bitwy
6 września 1914 armia serbska wkroczyła na teren Sremu. 1 Armia utworzyła przyczółek na Sawie pod miejscowością Kupinski Kut, skąd rozwijała uderzenie w głąb Sremu. 1 Dywizja Timok mająca osłaniać skrzydło 1 Armii została zaatakowana i zmuszona do odwrotu za rzekę. Wieczorem 7 września Austriacy zaatakowali dużymi siłami na linii Driny. 6 Armia austriacka zdołała zaskoczyć 3 Armię serbską i zdobyła przyczółek na terytorium Serbii. Wobec tego marszałek Putnik wycofał 1 Armię ze Sremu i skierował ją do kontrataku przeciw 6 Armii austriackiej. Początkowo kontratak odniósł sukces, ale potem doszło do ciężkich walk w paśmie Jagodnja, w którym obie strony poniosły bardzo wysokie straty. W połowie września front ustabilizował się, obie armie okopały się tocząc wojnę pozycyjną. Serbowie ponosili duże straty spowodowane artylerią austriacką, dużo silniejszą i nowocześniejszą od serbskiej.
Na południu początkiem września serbska armia Užice i czarnogórska armia Sandžak wkroczyły do południowej Bośni, nie odniosły jednak żadnych sukcesów i zostały wyparte po kilku tygodniach.